# Scharweg
Scharweg ist eine aus einer Hofschaft hervorgegangene Ortschaft in Leichlingen (Rheinland) im Rheinisch-Bergischen Kreis.

## Lage und Beschreibung
Der Ort liegt nördlich von Witzhelden nördlich der Landesstraße 359 am Rand der Hochfläche, die nach Norden im Naturschutzgebiet Wupperhänge mit Seitensiefen und der Wupper nördlich Witzhelden und Leichlingen steil zum Unteren Wuppertal abfällt. Die Ausläufer der Hochfläche zum Talraum hin werden Wupperberge genannt. Nachbarorte sind neben Witzhelden das unmittelbar benachbarte Flamerscheid, Bechhausen, Nüsenhöfen, Meie, Raderhof, Herscheid, Sieferhof, Orth und Wolfstall.
Im 20. Jahrhundert ist der Siedlungsbereich Flamerscheids, das heute selbst mit Witzheldener Wohngebieten verwachsen ist, an Scharweg herangewachsen. Nördlich von Scharweg steht der Fernmeldeturm Witzhelden.

## Geschichte
Der Ortsname Scharweg gehört zu den Kulturnamen und weist auf einen Weg am Ort hin. Die Karte Topographia Ducatus Montani aus dem Jahre 1715 zeigt einen Hof unter dem Namen Scherweg. Im 18. Jahrhundert gehörte der Ort zum Kirchspiel Leichlingen im bergischen Amt Miselohe. Die Topographische Aufnahme der Rheinlande von 1824 und die Preußische Uraufnahme von 1844 verzeichnen den Ort als Scharrweg bzw. Scharweg. 
1815/16 lebten sechs Einwohner im Ort. 1832 gehörte Scharweg dem Kirchspiel Witzhelden der Bürgermeisterei Burscheid an. Der laut der Statistik und Topographie des Regierungsbezirks Düsseldorf als Hofstadt kategorisierte Ort besaß zu dieser Zeit zwei Wohnhäuser und zwei landwirtschaftliche Gebäude. Zu dieser Zeit lebten neun Einwohner im Ort, allesamt evangelischen Glaubens.
Aufgrund der Gemeindeordnung für die Rheinprovinz erhielt 1845 das Kirchspiel Witzhelden den Status einer Gemeinde, schied aus der Bürgermeisterei Burscheid aus und bildete ab 1850 eine eigene Bürgermeisterei. Im Gemeindelexikon für die Provinz Rheinland werden 1885 fünf Wohnhäuser mit 17 Einwohnern angegeben. 1895 besitzt der Ort fünf Wohnhäuser mit 20 Einwohnern, 1905 vier Wohnhäuser und 24 Einwohner.
Von den 1930er bis in die 1970er Jahre stand in Scharweg ein Wasserturm. Am 1. Januar 1975 wurde die Gemeinde Witzhelden mit Scharweg in Leichlingen eingemeindet.